# Masahiro Fukuda
Pour les articles homonymes, voir Masahiro.
Masahiro Fukuda (福田 正博, Fukuda Masahiro), né le 27 décembre 1966 à Yokohama au Japon, est un footballeur japonais.

## Palmarès

### Équipe
- Sélection japonaise :
  - Coupe d'Asie des nations - 1 (1992)

### Individuel
- Meilleur buteur de la J. League : 1995
- Dans l'équipe type de la J. League : 1995
- Joueur du mois de l'AFC : 1995
- Meilleur buteur des Urawa Red Diamonds : 152